# Kekerengu (fleuve)
Le fleuve Kekerengu (en anglais : Kekerengu River) est un cours d’eau situé dans le nord-est de l’Île du Sud de la Nouvelle-Zélande.

## Géographie
Il s’écoule principalement à travers un pays de collines sauvages s'étendant immédiatement au nord de l’extrémité nord de la chaîne 'Seaward Kaikoura Range', atteignant  l’Océan Pacifique au niveau de « Kekerengu »,qui est un petit village à mi chemin entre le centre de la ville de Ward et l’embouchure du fleuve Clarence.